# Isaac Israeli ben Solomon
Isaac Israeli ben Solomon, in ebraico Yitzhaq ben Sh'lomo ha-Yisra'eli; in ebraico יצחק בן שלמה הישראל‎? in arabo ﺍﺑﻮ ﻳﻌﻘﻮﺏ ﺍﺳﺤﺎﻕ ﺑﻥ ﺳﻠﻴﻤﺎﻥ الإسرائيلي‎?, Abū Yaʿqūb Isḥāq ibn Sulaymān al-Isrāʾīlī, in latino Isaac Iudaeus; anche noto come Isaac Israeli il Vecchio, Isacco l'ebreo o Isacco Giudeo (Egitto, 855 – Qayrawan, 955), è stato un filosofo e medico egiziano di cultura ebraica.

Omnia opera Ysaac

Nacque in Egitto verso l'855 (ma non manca chi sostiene che sia nato addirittura prima dell'832, facendolo quindi morire centenario a Qayrawan (Ifriqiya) nel 955. Tali date sono fornite da numerosi autori arabi ma Abraham ben Hasdai, che cita il biografo Sanah ibn Sa'id al-Qurtubi, afferma che Isaac Israeli sarebbe nato nell'832 e che sarebbe morto, addirittura a 110 anni, nel 942. Heinrich Grätz, mentre conferma che Isaac Israeli visse più di un secolo, fornisce come date di nascita l'845 e di morte il 940, mentre Moritz Steinschneider) colloca la data di morte al 950.
Israeli studiò storia naturale, medicina, matematica, astronomia e altre materie scientifiche. Fu per questo considerato uno che conosceva tutte le "sette scienze".
Fu contemporaneo di Saadia Gaon, i cui lavori probabilmente ispirarono Israeli, unitamente all'amore per lo studio della Bibbia. Israeli dapprima si guadagnò una buona reputazione come esperto oculista ma dopo che fu giunto a Qayrawan, prese a studiare medicina generale sotto Ishaq ibn 'Imran al-Baghdadi, al quale è talvolta comparato ("Sefer ha-Yashar," p. 10a). A Qayrawan i lavori che egli scrisse in arabo furono considerati dai medici musulmani come "più preziosi delle gemme". Le sue lezioni attraevano un gran numero di discepoli, due dei quali divennero molto famosi: Abu Ja'far ibn al-Jazzar, musulmano, e Dunash ibn Tamim, israelita. Egli scrisse anche un trattato di definizioni e commentari sui libri biblici della Genesi e il trattato esoterico del Sefer Yetzirah.
Il monaco cristiano Costantino l'Africano tradusse numerosi trattati medici di Israeli in latino nel 1087, usandoli come libri di testo nella Schola Medica Salernitana, la prima università sorta nell'Europa occidentale, ma omise di indicare il vero autore di essi, che rimase perciò sconosciuto al pubblico fino al 1515, quando l'Opera Omnia Isaci fu data alle stampe a Lione, in Francia.

## Medico di corte
Verso il 904 Israeli fu nominato medico di corte dell'ultimo Emiro aghlabide, Ziyadat Allah III. Cinque anni più tardi, quando l'Imam fatimide Ubayd Allah al-Mahdi s'impadronì dell'Ifriqiya, di cui Qayrawan era capitale, Israeli entrò al suo servizio. L'Imam amava la compagnia del suo medico ebreo in considerazione dell'arguzia di questi e dei motti di spirito che riuscivano a confondere il greco al-Hubaysh quando disputava con lui. Su richiesta di al-Mahdi, Israeli compose numerose opere mediche in arabo, che furono tradotte nel 1087 in latino dal monaco Costantino l'Africano, che se ne attribuiva furbescamente il merito. Fu solo dopo oltre quattro secoli che a Lione, nel 1515, l'editore di questi lavori scoprì il plagio, pubblicandoli infine sotto il corretto titolo di Opera Omnia Isaci, malgrado egli attribuisse a Isaac anche lavori di altri medici arabi.

I suoi lavori furono anche tradotti in ebraico, e una parte dei suoi lavori di medicina fu tradotta in spagnolo.

## Opere

### Opere sulla medicina
- Kitāb al-Ḥummayat, in ebraico, Sefer ha-Ḳadaḥot: un trattato completo, in cinque libri, sui tipi di febbre, secondo l'antica medicina, specialmente ippocratica.
- Kitāb al-Adwiya al-Mufrada wa l-Aghdhiya, un lavoro in quattro parti sui rimedi e egli alimenti. La prima sezione consiste di 20 capitoli e fu tradotta in latino da Costantino l'Africano sotto il titolo di Diætæ Universales, e in ebraico da un traduttore rimasto anonimo, sotto il titolo Ṭib'e ha-Mezonot. Le altre tre parti del lavoro hanno la titolazione latina di Diætæ Particulares. Sembra che una traduzione ebraica, intitolata Sefer ha-Mis'adim o Sefer ha-Ma'akalim, fosse stata fatta a partire dal latino.
- Kitāb al-Bawl, o in ebraico, Sefer ha-Shetan, un trattato sull'urina, di cui l'autore stesso ha curato un'epitome.
- Kitāb al-Istiqāt, in ebraico Sefer ha-Yesodot, un lavoro medico e filosofico sugli elementi, che l'autore tratta secondo l'approccio fornito a suo tempo da Aristotele, Ippocrate e Galeno. La traduzione ebraica fu approntata da Abraham ben Hasdai su richiesta del grammatico David Kimhi.
- Manhig ha-Rofe'im, o Musar ha-Rofe'im: un trattato per medici in 50 paragrafi, tradotto in ebraico (l'originale arabo non ci è giunto) e in tedesco da David Kaufmann, col titolo Propädeutik für Aerzte (Berliner's Magazin xi, pp. 97–112).
- Kitāb fī al-Tiryaq (Libro della Teriaca), un'opera sugli antidoti. Alcuni scrittori attribuiscono a Isaac Israeli altri due lavori che figurano tradotti da Costantino l'Africano, ossia il Liber Pantegni e il Viaticum, di cui esistono tre traduzioni ebraiche. Ma l'ultima di esse viene riferita a Muhammad al-Razi e la prima ad ʿAlī ibn ʿAbbās al-Majūsī o, secondo altre autorità, all'allievo di Israeli, Abū Jaʿfar ibn al-Jazzār.

### Opere filosofiche
- Kitāb al-Ḥudūd wa l-Rusūm, tradotto in ebraico da Nissim b. Solomon (XIV secolo) sotto il titolo Sefer ha-Gebulim weha-Reshumim, un lavoro filosofico del quale è citata una traduzione latina all'inizio dell'Opera Omnia. Tale lavoro e il Kitāb al-Istiqāt, severamente criticato da Maimonide in una lettera a Samuel ibn Tibbon (Iggerot ha-Rambam, p. 28, Lipsia, 1859), in cui egli dichiara che esso non ha valore, dal momento che Isaac Israeli ben Solomon non è altro che un medico.
- Kitāb Bustān al-Ḥikma (Libro del giardino della sapienza), sulla metafisica.
- "Kitāb al-Ḥikma" (Libro della sapienza), un trattato sulla filosofia.
- Kitāb al-Madkhal fī al-Mantiq, sulla logica. Gli ultimi tre lavori sono ricordati da Ibn Abi Usaybi'a, ma non è conosciuta di essi alcuna traduzione ebraica.
- Sefer ha-Ruaḥ weha-Nefesh, un trattato filosofico, in traduzione ebraica, sulla differenza fra lo spirito e l'anima, pubblicato da Steinschneider in Ha-Karmel (1871, pp. 400–405). L'editore è dell'opinione che questa piccola opera sia un frammento di un lavoro più ampio.
- Un commentario filosofico della Genesi, in due volumi, uno dei quali su Gen. i. 20.

### Opere
- Isaac Israeli ben Salomon, Omnia opera Ysaac in hoc volumine contenta: cum quibusdam alijs opusculis. Liber de definitionibus. Liber de elementis. Liber dietarum vniuersalium: cum commento Petri Hispani. Liber dietarum particularium: cum commento eiusdem. Liber de vrinis cum commento eiusdem. Liber de febribus. Pantechni decem libri theorices: et decem practices: cum tractatu de gradibus medicinarum Constantini. Uiaticum Ysaac quod Constantinus sibi attribuit. Liber de oculis Constantini. Liber de stomacho Constantini. Liber virtutum de simplici medicina Constantini. Compendium megatechni Galeni a Constantino compositum. Cum tabula & repertorio omnium operum et questionum in commentis contentarum. 1, [s.l], [s.n.], [s.d].
- Isaac Israeli ben Salomon, Omnia opera Ysaac in hoc volumine contenta: cum quibusdam alijs opusculis. Liber de definitionibus. Liber de elementis. Liber dietarum vniuersalium: cum commento Petri Hispani. Liber dietarum particularium: cum commento eiusdem. Liber de vrinis cum commento eiusdem. Liber de febribus. Pantechni decem libri theorices: et decem practices: cum tractatu de gradibus medicinarum Constantini. Uiaticum Ysaac quod Constantinus sibi attribuit. Liber de oculis Constantini. Liber de stomacho Constantini. Liber virtutum de simplici medicina Constantini. Compendium megatechni Galeni a Constantino compositum. Cum tabula & repertorio omnium operum et questionum in commentis contentarum. 2, [s.l], curauit ea imprimi ... Bartholomeus Trot bibliopola Lugdunen., in officina ... Iohannis de Platea chalcographi, 1515.

### Studi
- Alexander Altmann & Samuel M. Stern, Isaac Israeli: A Neoplatonic Philosopher of the Early Tenth Century, Chicago, University Of Chicago Press, 1958.
- Alexander Altmann (ed,), Creation and emanation in Isaac Israeli: a reappraisal. In: Essays in Jewish Intellectual History, Hanover, University Press of New England, 1981, pp. 17–34.
- J. T. Muckle, "Isaac Israeli's Definition of Truth", Archives d'histoire doctrinale et litteraire du moyen age, 12, 1937-38, pp. 299–340.
- S. Pessin, Jewish Neoplatonism: being above being and divine emanation in Solomon ibn Gabirol and Isaac Israeli. In: D. H. Fran, O. Leaman (eds.), The Cambridge Companion to Medieval Jewish Philosophy, Cambridge, Cambridge University Press, 2003, pp. 91–110.